# Brian Dooher
Brian Dooher est un joueur de football gaélique du club de Clann na nGael et du Comté de Tyrone. Il joue milieu de terrain côté droit en équipe de Comté. Il a gagné par trois fois le All Ireland avec le Comté de Tyrone. Il a gagné 3 All-Ireland et cinq championnats d’Ulster.
Il a été élu trois fois dans l’équipe All-Star au terme des saisons 2003, 2005 et 2008 du Championnat d'Irlande de football gaélique.
Son style de jeu est celui d’un milieu de terrain besogneux, souvent à la limite de la faute, travailleur infatigable, sortant la balle de sa défense pour servir dans les meilleures conditions ses attaquants.
Brian Dooher exerce la profession de vétérinaire, son cabinet est situé à Derry.

## Sa carrière
Brian Dooher fait ses débuts pour Tyrone en 1995 lors d’un match contre Kildare GAA. Pour sa première année complète en senior, il fait partie de l’équipe de Tyrone qui atteint la demi-finale du All-Ireland
Lors du championnat d’Irlande 2003, Colm O'Rourke qui travaille en tant que consultant pour le football gaélique à la RTÉ déclare que Dooher est le pioint faible de l’équipe de Tyrone et qu’il « mangerai son chapeau » si Tyrone gagnait le titre avec Dooher dans l’équipe.
Quelques mois plus tard, Tyrone gagne le championnat avec dans ses rangs Dooher comme titulaire à chacun de ses matchs.
Brian Dooher devient le capitaine de Tyrone pour la saison 2004. Il manque la majeure partie de la saison 2006 à cause d’une grave blessure à un genou.
En 2008 il remporte pour la deuxième fois le titre de champion d’Irlande. Il devient ainsi un des rares sportifs à remporter deux fois le titre en étant capitaine de son équipe.